# Chenia leptophylla
Chenia leptophylla är en bladmossart som beskrevs av Richard Henry Zander 1993. Chenia leptophylla ingår i släktet Chenia och familjen Pottiaceae. Inga underarter finns listade i Catalogue of Life.